# فرانسيس سبينس
فرانسيس سبينس (بالإنجليزية: Frances Spence) (مواليد 2 مارس 1922) كانت واحدة من المصممين الأصليين لكمبيوتر إينياك.

## حياتها ومهنتها
ولدت في فيلادلفيا، بنسيلفانيا عام 1922. التحقت بجامعة تمبل وبعد ذلك حصلت على منحة دراسية لجامعة شيستنت هيل. تخصصت في الرياضيات مع معرفة بسيطة في الفيزياء وتخرجت في عام 1942.
بينما كانت هناك، قابلت كاثلين ماكنولتي التي أصبحت فيما بعد أيضاً إحدى مبرمجات الحاسوب إينياك وعلى الرغم من أنها إحدى المبرمجين الأصلييين لإينياك، فإن دورها مثل أي دور مرأة مساهمة أخرى، ويرجع ذلك إلى وصمة عار أن تلك المرأة لا تحب التكنولوجيا(حسب نظرة المجتمع التي كانت سائدة).
تم توظيف ماكنولتي وسبنس من قبل كلية الهندسة مور لحساب مسارات المقذوفات. وكلتاهما اختيرتا لتصبحا جزء من المجموعة الأولى من المبرمجين في إينياك الذي صُمم ليؤدي الحسابات ذاتها.

## حياتها الشخصية
تزوجت فرانسيس من هومر سبينس في عام 1947، وهو مهندس كهربائي في الجيش من Aberdeen Proving Grounds والذي وقع عقدا ليعمل في مشروع الحاسوب ENIAC.

## إنجازاتها
في عام 1997, أُدخلت سبينس في منظمة (المرأة في قاعة المشاهير التكنلوجية العالمية) وكانت من بين المبرمجين الأصليين الآخرين في مشروع
إينياك

## المصدر
1. ↑   https://www.witi.com/halloffame/. {{استشهاد ويب}}: |url= بحاجة لعنوان (مساعدة) والوسيط |title= غير موجود أو فارغ (من ويكي بيانات) (مساعدة)
2. ↑  "معلومات عن فرانسيس سبينس على موقع id.loc.gov". id.loc.gov. مؤرشف من الأصل في 2019-12-10.
3. ↑  "معلومات عن فرانسيس سبينس على موقع wikitree.com". wikitree.com. مؤرشف من الأصل في 2015-07-12.
4. ↑  "معلومات عن فرانسيس سبينس على موقع findagrave.com". findagrave.com. مؤرشف من الأصل في 2019-01-18.

- نساء إينياك
- WITI Hall of Fame